# Suyufiyya flickskola
Suyufiyya flickskola var en skola för flickor i Kairo i Egypten, som grundades 1873. 
Skolan grundades med stöd av khediven och under beskydd av hans hustru Jeshm Afet Hanim. Det var inte den första skolan för flickor i Egypten: School for hakımāt grundades 1832 och en skola för koptiska kristna flickor 1853. Men Suyufiyya flickskola blev den första statliga pionjärskolan för flickor, öppna för muslimska elever. 